# Supercoppa d'Israele
La Supercoppa d'Israele (in ebraico אלוף האלופים‎?, Aluf HaAlufim: "Campione dei Campioni") è una competizione calcistica israeliana.
Istituita nel 1957, fu disputata pressoché ininterrottamente fino al 1990, quando fu soppressa. Dal 2015 è stata ripristinata.
La Supercoppa viene disputata tra la squadra campione nazionale e quella vincitrice della Coppa di Stato. In caso di double, a differenza che in altri Stati europei, partecipa la squadra seconda classificata in Ligat ha'Al. 
In caso di parità, inizialmente il titolo veniva condiviso: accadde nel 1962 e nel 1965 (in questo caso dopo una seconda gara di spareggio terminata a sua volta in parità). Successivamente, furono introdotti i tiri di rigore, che avrebbero deciso le sfide del 1982 e del 2015. 
Il Maccabi Tel Aviv detiene il maggior numero di successi avendo conquistato per sette volte la competizione.
Complessivamente la Supercoppa d'Israele è stata vinta da 13 squadre diverse, mentre 15 sono quelle che hanno partecipato almeno una volta.

## Albo d'oro
| 1957                              | Hapoel Tel Aviv    | Hapoel Petah Tiqwa  | 3-0                 |
| Dal 1958 al 1961 non disputata    |                    |                     |                     |
| 1962                              | Hapoel Petah Tiqwa | Maccabi Haifa       | 2-2                 |
| Nel 1963 e nel 1964 non disputata |                    |                     |                     |
| 1965                              | Hakoah Ramat Gan   | Maccabi Tel Aviv    | 2-2 1-1             |
| 1966                              | Hapoel Tel Aviv    | Hapoel Haifa        | 2-1                 |
| Nel 1967 non disputata            |                    |                     |                     |
| 1968                              | Maccabi Tel Aviv   | Bnei Yehuda         | 2-1                 |
| 1969                              | Hapoel Tel Aviv    | Hakoah Ramat Gan    | 5-1                 |
| 1970                              | Maccabi Tel Aviv   | Hapoel Tel Aviv     | 1-2                 |
| 1971                              | Maccabi Netanya    | Hakoah Ramat Gan    | 2-2 4-2 (dts)       |
| Nel 1972 e nel 1973 non disputata |                    |                     |                     |
| 1974                              | Maccabi Netanya    | Hapoel Haifa        | 2-1                 |
| 1975                              | Hapoel Be'er Sheva | Hapoel Kfar Saba    | 2-1                 |
| 1976                              | Hapoel Be'er Sheva | Beitar Gerusalemme  | 2-2 2-3 (dts)       |
| 1977                              | Maccabi Tel Aviv   | Maccabi Giaffa      | 3-2                 |
| 1978                              | Maccabi Netanya    | Beitar Gerusalemme  | 4-0                 |
| 1979                              | Maccabi Tel Aviv   | Beitar Gerusalemme  | 2-1                 |
| 1980                              | Maccabi Netanya    | Hapoel Kfar Saba    | 2-1                 |
| 1981                              | Hapoel Tel Aviv    | Bnei Yehuda         | 1-0                 |
| 1982                              | Hapoel Kfar Saba   | Hapoel Yehud        | 3-3 (dts) 3-2 (dtr) |
| 1983                              | Maccabi Netanya    | Hapoel Tel Aviv     | 1-0                 |
| 1984                              | Maccabi Haifa      | Hapoel Lod          | 1-4                 |
| 1985                              | Maccabi Haifa      | Beitar Gerusalemme  | 5-2                 |
| 1986                              | Hapoel Tel Aviv    | Beitar Gerusalemme  | 1-2                 |
| Nel 1987 non disputata            |                    |                     |                     |
| 1988                              | Hapoel Tel Aviv    | Maccabi Tel Aviv    | 0-3                 |
| 1989                              | Maccabi Haifa      | Beitar Gerusalemme  | 2-1                 |
| 1990                              | Bnei Yehuda        | Hapoel Kfar Saba    | 1-0                 |
| Dal 1991 al 2014 non disputata    |                    |                     |                     |
| 2015                              | Maccabi Tel Aviv   | Ironi K. Shmona     | 2-2 (dts) 4-5 (dtr) |
| 2016                              | Hapoel Be'er Sheva | Maccabi Haifa       | 4-2                 |
| 2017                              | Hapoel Be'er Sheva | Bnei Yehuda         | 4-2                 |
| 2018                              | Hapoel Be'er Sheva | Hapoel Haifa        | 1-1 (dts) 4-5 (dtr) |
| 2019                              | Maccabi Tel Aviv   | Bnei Yehuda         | 1-0                 |
| 2020                              | Maccabi Tel Aviv   | Hapoel Be'er Sheva  | 2-0 2-0             |
| 2021                              | Maccabi Haifa      | Maccabi Tel Aviv    | 2-0                 |
| 2022                              | Maccabi Haifa      | Hapoel Be'er Sheva  | 1-1 (dts) 3-4 (dtr) |
| 2023                              | Maccabi Haifa      | Beitar Gerusalemme  | 3-1                 |
| 2024                              | Maccabi Tel Aviv   | Maccabi Petah Tiqwa | 2-0                 |

## Vittorie per squadra
| Pos. | Squadra            | Vittorie | Finali perse |
| ---- | ------------------ | -------- | ------------ |
| 1    | Maccabi Tel Aviv   | 8        | 1            |
| 2    | Hapoel Tel Aviv    | 5        | 3            |
| 3    | Maccabi Haifa      | 5        | 1            |
| 4    | Maccabi Netanya    | 5        | 0            |
| 5    | Hapoel Be'er Sheva | 4        | 3            |
| 6    | Beitar Gerusalemme | 2        | 5            |
| 7    | Hapoel Kfar Saba   | 1        | 4            |
| 8    | Bnei Yehuda        | 1        | 5            |
| 8    | Hakoah Ramat Gan   | 1        | 3            |
| 10   | Hapoel Petah Tiqwa | 1        | 3            |
| 10   | Hapoel Haifa       | 1        | 2            |
| 12   | Hapoel Lod         | 1        | 0            |
| 12   | Ironi K. Shmona    | 1        | 0            |
| 14   | Hapoel Yehud       | 0        | 1            |
| 14   | Maccabi Giaffa     | 0        | 1            |